# Berberodes fulvicomosa
Berberodes fulvicomosa là một loài bướm đêm trong họ Geometridae.